# Carl Peter Parelius Essendrop
Carl Peter Parelius Essendrop (født 6. juni 1818 i Kristiania, død 18. oktober 1893 sammesteds) var en norsk biskop, bror til Bernhard Ludvig Essendrop.

## Liv og karriere
Essendrop blev cand.theol. 1839, var adjunkt ved Trondhjems Katedralskole 1842, sognepræst i Klæbu og bestyrer af det derværende lærerseminarium 1849, var medlem af den kgl. folkeskolekommission 1860, biskop i Tromsø Stift 1861, statsråd og chef for Kirkedepartementet 1. juli 1872-24. oktober 1874 og fra 1. januar 1875 biskop i Kristiania Stift.
Essendrop hørte til den norske kirkes mest begavede talere i samtiden, og hans "Prædikener til alle Aarets Helligdage" (1873) hører ved deres tankerigdom og smukke form til det bedste i norsk homiletisk litteratur. Som departementschef og biskop vandt han navn for praktisk administrativ dygtighed. Som suppleant til Stortinget fra Kristiania for perioden 1877-1879 rykkede han allerede i første session op til repræsentant, men kom dog ikke i Stortinget til at indtage nogen ledende stilling. Ved Københavns Universitets 400 års fest 1879 blev Essendrop kreeret til æresdoktor i teologi.